# Bécsi kapu tér (Győr)

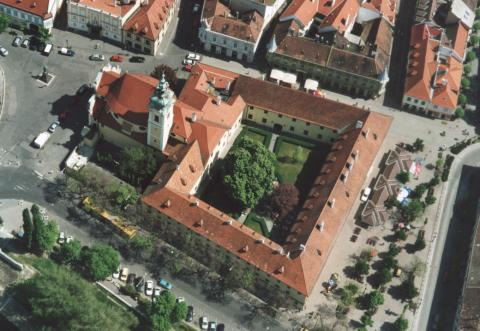
A tér légifotója

A Bécsi kapu tér Győr történelmi belvárosának egyik legjelentősebb tere, Magyarország legszebb barokk tereinek egyike. Az Óváros nyugati kapuja, ide vezet a Rába kettős híd a Rába és Rábca közt elterülő Sziget és Újváros városrészek felől. A város legrégibb tereinek egyike. A szabálytalan alakú tér a 19. század közepe óta nyugatról, a Rába felől nyitott. Egykor itt állt a reneszánsz stílusú Bécsi-kapu, melyen át a Rába kettős hídon nyugat felől érkező utasok érkeztek  a Belvárosba.

## Látnivalók

### Karmelita templom

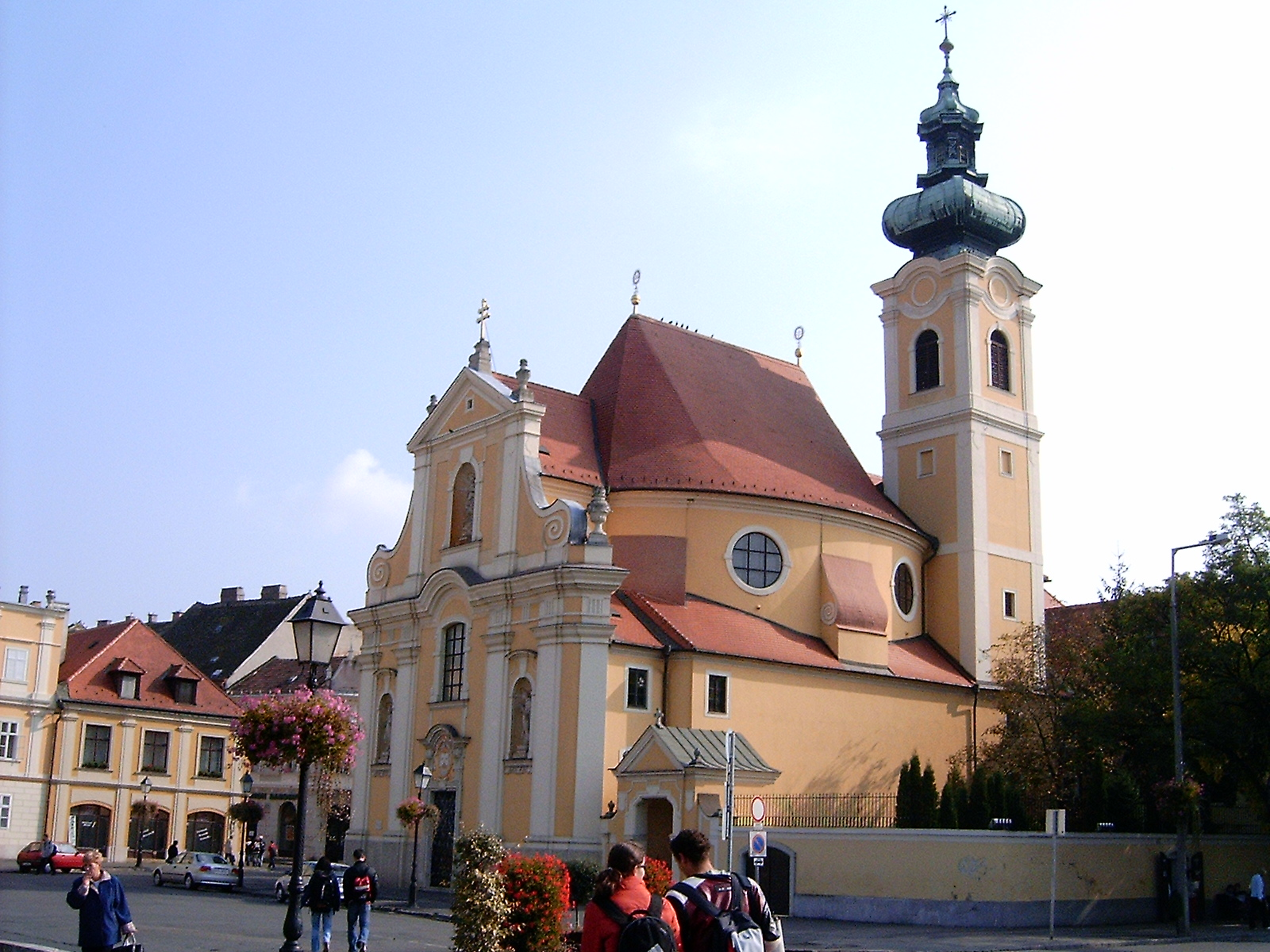
A Karmelita templom

A tér déli oldalán álló bájos és szép templom Győr legjelentősebb barokk épületei közé tartozik. A templomot Witwer Márton Athanáz, karmelita építész tervezte. Sziluettje elmaradhatatlanul hozzátartozik Győr városképéhez, annak egyik jellegzetessége. Díszesen kiképzett homlokzata néz a tér felé, meredek tetőszerkezete alatt tojásdad alakú kupola rejlik, melyet az elliptikus alapra felépített falak tartanak. Tornya a szentély jobb felén áll. A homlokzaton három szoborfülke, egy ablak és korabeli vaslemez-borítású kapuszárnyakkal ellátott bejárat látható. A kapu felett a rend címere van. Az ellipszis alaprajzú templombelső igen arányos és jó kiképzésű, művészi berendezését is Witwer tervezte. Egyenes záródású szentélyében nagyméretű főoltár helyezkedik el, mintegy színpadot alkotva a templom ünnepélyes belsejében. Oltárképe Szent István és Szent Imre hódolatát mutatja be Szűz Mária előtt. Az oltárépítményt szobrok és gazdag domborművek díszítik. A templomban négy mellékoltár van, drámai hatású oltárképeit az olasz Martino Altomonte készítette. A mellékoltárok felépítménye és a gazdagon faragott szószék Richter Ferenc karmelita szobrász alkotása. Szépen faragott padjai korabeliek. A templom alatt hatalmas kripta húzódik, melynek bejárata a Loretto-kápolna előtt található. A templomhoz délről nagyméretű barokk rendház tartozik.

### Hab Mária szobor
A karmelita templomtól jobbra kis kápolnafülkében áll, a magyarországi barokk szobrok egyik legszebbje, Giovanni Giuliani alkotása. Az árvíz emlékére emelték, 1891-ben került ide a Radó-szigetről.

### Óratorony
A Rába kettős híd hídfőjénél található.

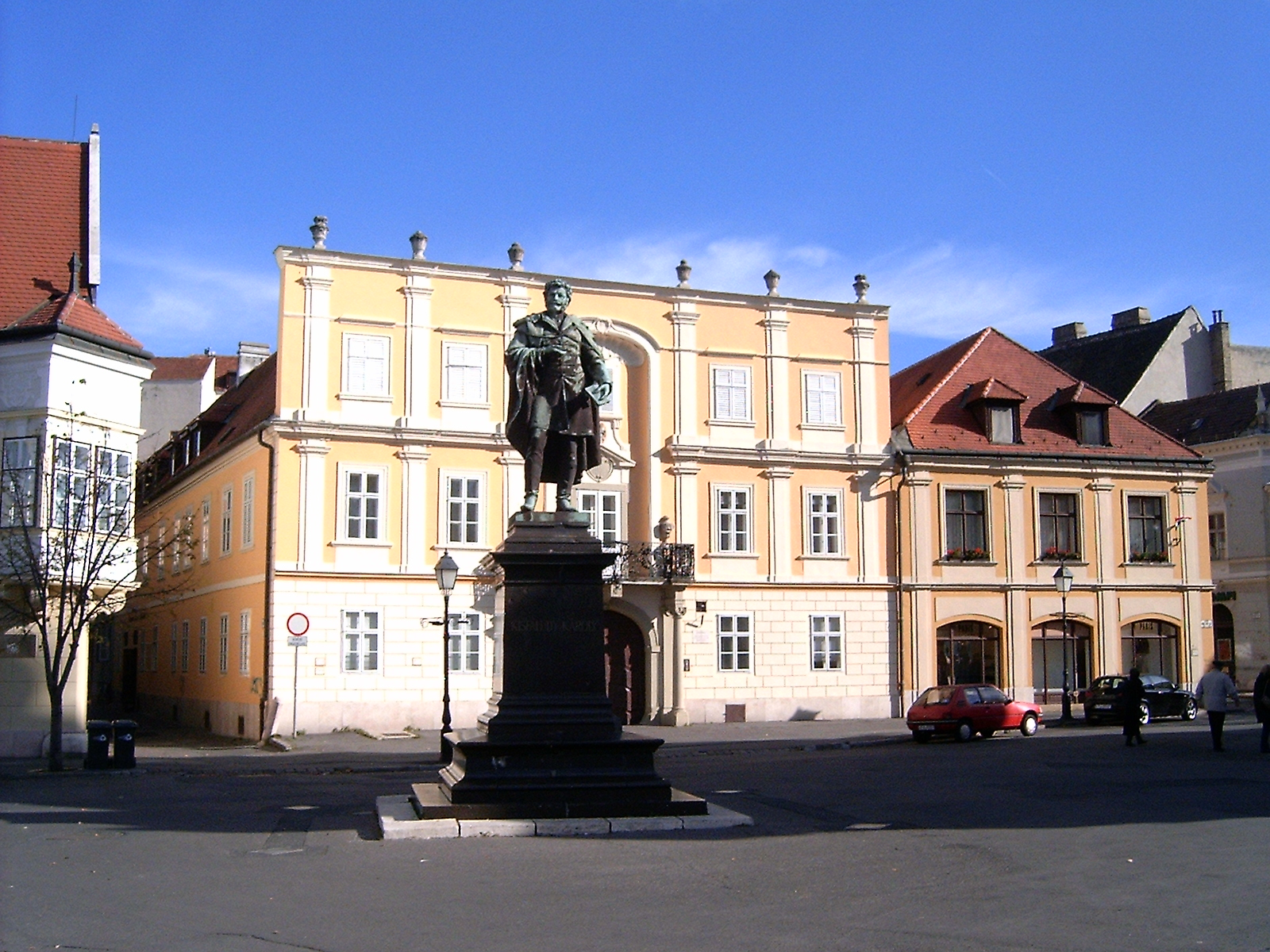
Kisfaludy Károly szobra háttérben az Ott-házzal

A Bécsi kapu tér közepén áll fekete gránit talapzaton Győr megye nagy szülöttének, Kisfaludy Károlynak a bronzszobra. A teret keletről pompás barokk házsor zárja le. A 14. számú saroképületben működött a 18. század második felében az első győri kávéház.

### Ott-ház
A  műemlék értékű rokokó-copf palota 1778–1782 közt épült, kétemeletes homlokzata megtéveszti a szemlélőt. Második emeleti része ugyanis hamis, a tulajdonképpeni felmagasított attika mögött csupán padlástér van. Az így megépített nagy falfelület a barokk idő pompakedvelését szerencsés művészi megoldásban fejezi ki. A kosáríves bejárati kapu feletti nyitott erkélyt két sima törzsű oszlop tartja, az oszlopfejezeteket copf füzér díszíti. Az erkélynek rokokó kovácsoltvas rácsa van, mögötte kagylódíszes fülke magasodik, két oldalán copf vázákkal. A fülkében az Ott család címere található. Udvarában körbefutó függőfolyosót találunk a 19. század első feléből.

### Altabak-ház

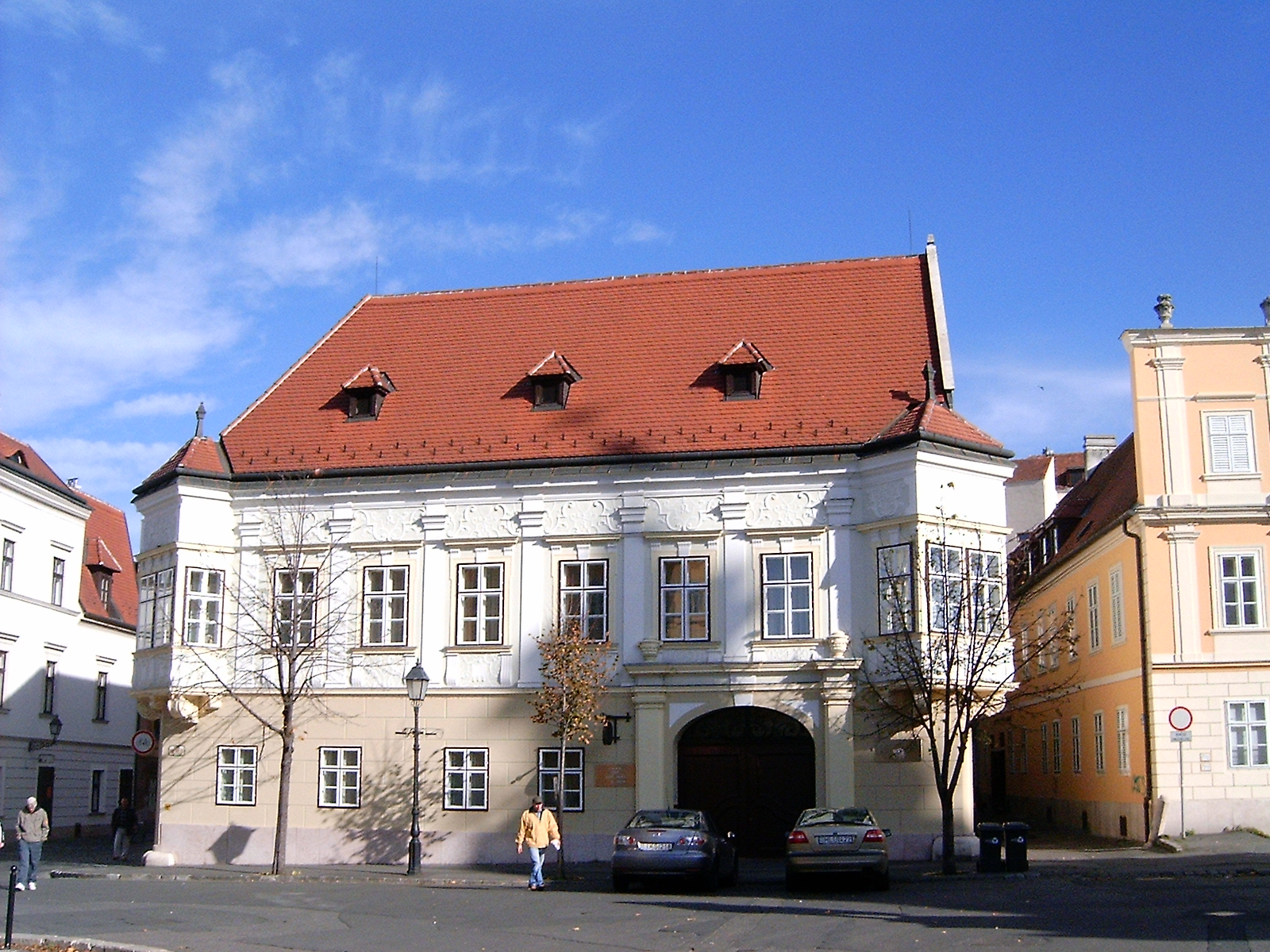
Az Altabak-ház

A város egyik legrégibb lakóépülete, több házból építette  össze 1620-ban Altabak János kanonok. Ez az épület már a Szabadsajtó és a Király utcák, valamint a tér által bezárt területen épült fel, igen hangulatos toszkán oszlopos, árkádos udvarral. Jelenlegi alakját a 18. században nyerte. A térre néző díszes barokk homlokzatát a sarkokon egy-egy zárt erkély díszíti. A jobb oldali erkély mellett helyezkedik el a lizénákkal körbefogott kapu, felette párkánnyal, melynek végein egy-egy barokk váza áll. Az emeleti ablakok felett lizénákkal megszakított, szalagmotívumokkal megszakított stukkódísz húzódik., ugyanez ismétlődik más díszítéssel az ablakok alatti „tükör”-ben. Az épület alacsony, széles ívelésű kapualja 17. századi. Emeletén a helyreállítás során feltárták a beépített udvar feletti toszkán oszlopos loggia keleti felét. A Szabadsajtó utca felőli oldalhomlokzaton a 17. századi építkezés szemlélhető: az emeleti rész konzolokra ültetve kilép a falsíkból.
A térről lépcsősor vezet a Rába parti terecskére, ahol Szent István király bronz lovasszobra látható.
Az innen induló sétány a várfalak tövében a Rába majd a Mosoni-Duna partján a Dunakapu térre vezet.
A várfal mellett Bécsből származó ágyúcsövek sorakoznak.
A Király utcai torkolattól északra, a Káptalandomb felé a tér egy kis mellékterecskével bővül, melynek közepén áll a Nimród-szobor.A Király utca sarkán a Bécsi kapu tér 11. szám alatti kétemeletes, sarokerkélyes barokk lakóházra hívjuk fel a figyelmet. A 17-18. század fordulóján épült házban lakott Schrőder Gyula orvos, a magyar röntgenkutatás úttörője.

### Várkazamata-Kőtár

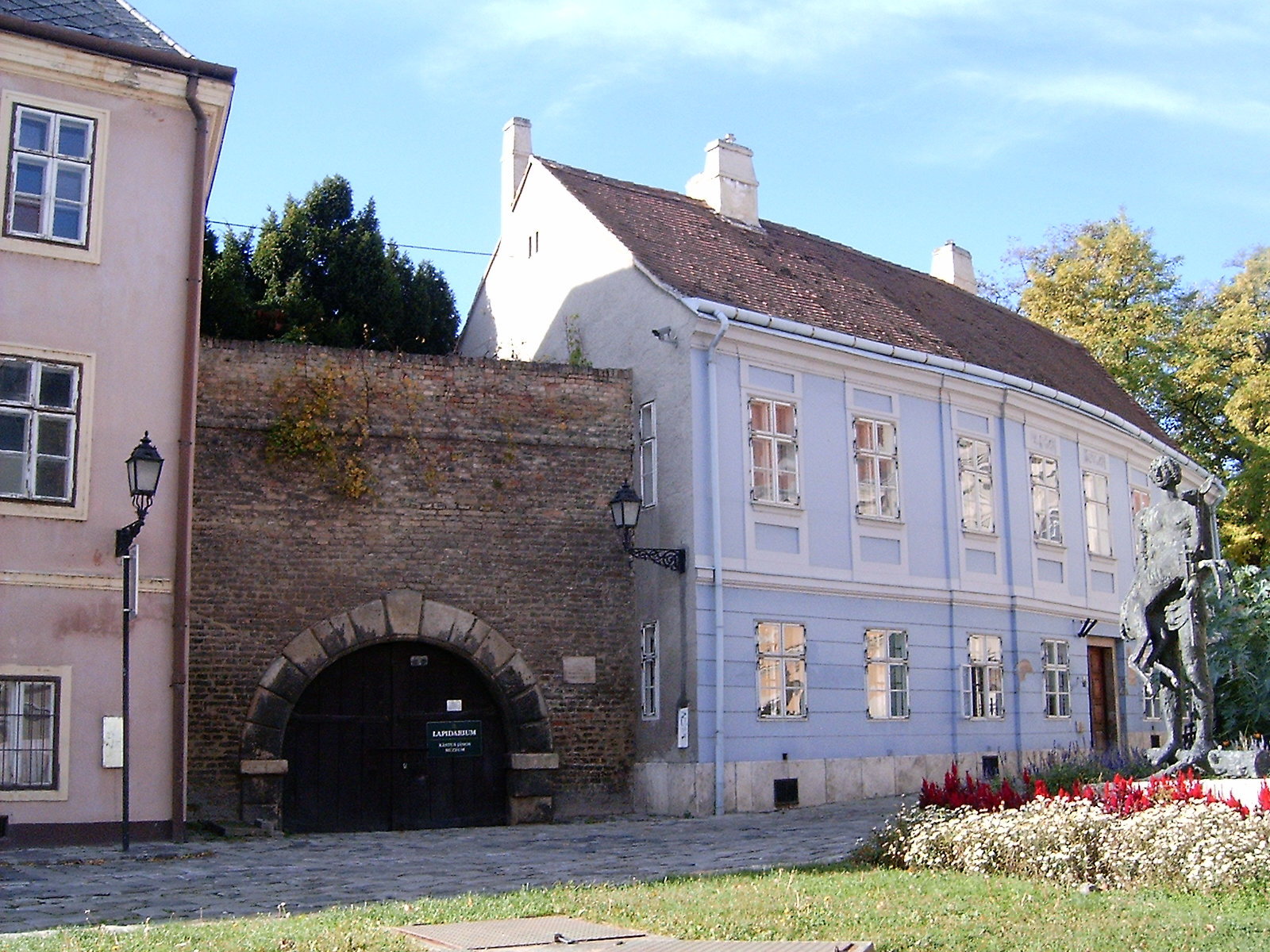
Bejárat a Sforza udvarba

A szemben lévő oldalon két barokk lakóház közé ékelve a várfal belső oldalában durván megmunkált kapukeret látható. Csaknem 16 m hosszú, 3 méter széles alagút vezet a kisméretű, de festői szépségű Sforza udvarba, ahol az Újkori Kőtár kapott helyet. Itt őrzik többek között a reneszánsz városkapuk (a Bécsi-, a Fehérvári- illetve a Dunai- vagy Vízi-kapu)  maradványait és egyéb érdekes vártörténeti emlékeket.A Sforza udvarból juthatunk be a győri vár kazamatáiba, ahol a Római Kori Kőtár található.A kazamatákban bemutatott római kori kőmaradványok Arrabona katonáiról, a környék bennszülötteiről, a római kori vallásról és mitológiáról adnak érdekes és tanulságos információt.
A Bécsi kapu tér északi, barokk és klasszicista stílusú házai már a Káptalandomb lejtőjére épültek.